# クロックワークス
株式会社クロックワークス（英: THE KLOCKWORX Co., Ltd.）は、東京都目黒区に本社を置く独立系の映画会社。海外コンテンツの版権の買い付け、宣伝、配給、DVDソフトの発売を業としている。

## 配給した映画作品

### 邦画

#### 00年代
| 年   | 公開日   | 邦題                                           | 備考         | Ref. |
| ---- | -------- | ---------------------------------------------- | ------------ | ---- |
| 2002 | 7月19日  | 地獄甲子園                                     |              |      |
| 2002 | 9月14日  | 千年女優                                       | アニメ映画   |      |
| 2003 | 6月21日  | ALIVE                                          |              |      |
| 2003 | 7月11日  | 極道恐怖大劇場 牛頭 GOZU                       |              |      |
| 2004 | 7月      | いかレスラー                                   | 製作に関与   |      |
| 2005 | 7月16日  | 運命じゃない人                                 |              |      |
| 2006 | 1月14日  | コアラ課長                                     |              |      |
| 2006 | 9月2日   | 日本以外全部沈没                               |              |      |
| 2006 | 9月16日  | ヅラ刑事                                       |              |      |
| 2006 | 10月28日 | ウール100%                                     |              |      |
| 2007 | 2月17日  | ジョジョの奇妙な冒険 ファントムブラッド        | アニメ映画   |      |
| 2007 | 9月1日   | ヱヴァンゲリヲン新劇場版:序                    | アニメ映画   |      |
| 2007 | 10月13日 | 黒帯 KURO-OBI                                  |              |      |
| 2008 | 5月24日  | アフタースクール                               |              |      |
| 2008 | 9月6日   | 劇場版 天元突破グレンラガン 紅蓮篇             | アニメ映画   |      |
| 2009 | 4月25日  | 劇場版 天元突破グレンラガン 螺巌篇             | アニメ映画   |      |
| 2009 | 6月27日  | ヱヴァンゲリヲン新劇場版:破                    | アニメ映画   |      |
| 2009 | 7月11日  | 不灯港                                         |              |      |
| 2009 | 11月21日 | 劇場版マクロスF 虚空歌姫〜イツワリノウタヒメ〜 | 劇場版アニメ |      |

#### 10年代
| 年   | 公開日   | 邦題                                          | 備考           | Ref. |
| ---- | -------- | --------------------------------------------- | -------------- | ---- |
| 2010 | 1月23日  | Fate/stay night Unlimited Blade Works         | 劇場版アニメ   |      |
| 2010 | 2月6日   | 涼宮ハルヒの消失                              |                |      |
| 2010 | 4月24日  | TRIGUN Badlands Rumble                        |                |      |
| 2010 | 5月1日   | 劇場版“文学少女”                              |                |      |
| 2010 | 5月29日  | 劇場版 ブレイク ブレイド                      |                |      |
| 2010 | 10月2日  | ヌードの夜/愛は惜しみなく奪う                 |                |      |
| 2011 | 2月26日  | 劇場版マクロスF 恋離飛翼〜サヨナラノツバサ〜  | 劇場版アニメ   |      |
| 2011 | 3月12日  | ホームカミング                                |                |      |
| 2011 | 7月30日  | ハートの国のアリス 〜Wonderful Wonder World〜 | 劇場版アニメ   |      |
| 2012 | 1月28日  | 宇宙戦艦ヤマト 復活篇 ディレクターズカット版  | アニメ映画     |      |
| 2012 | 9月15日  | 鍵泥棒のメソッド                              |                |      |
| 2013 | 8月24日  | 劇場版 薄桜鬼 第一章 京都乱舞                 | 劇場版アニメ   |      |
| 2013 | 8月31日  | 夏の終り                                      |                |      |
| 2014 | 3月1日   | 愛の渦                                        |                |      |
| 2015 | 4月11日  | 新選組オブ・ザ・デッド                        |                |      |
| 2016 | 10月29日 | 湯を沸かすほどの熱い愛                        |                |      |
| 2016 | 11月5日  | オー・マイ・ゼット!                           |                |      |
| 2017 | 10月28日 | 彼女がその名を知らない鳥たち                  |                |      |
| 2018 | 2月3日   | blank13                                       |                |      |
| 2018 | 11月9日  | 生きてるだけで、愛。                          |                |      |
| 2019 | 2月22日  | ねことじいちゃん                              |                |      |
| 2019 | 4月5日   | LAIDBACKERS-レイドバッカーズ-                 | 中編アニメ映画 |      |
| 2019 | 5月10日  | 初恋〜お父さん、チビがいなくなりました        |                |      |

#### 20年代
| 年   | 公開日  | 邦題                       | 備考                                                                      | Ref.  |
| ---- | ------- | -------------------------- | ------------------------------------------------------------------------- | ----- |
| 2021 | 2月5日  | 哀愁しんでれら             |                                                                           |       |
| 2021 | 7月2日  | アジアの天使               |                                                                           |       |
| 2022 | 1月7日  | 決戦は日曜日               |                                                                           |       |
| 2022 | 5月6日  | 死刑にいたる病             |                                                                           |       |
| 2022 | 7月8日  | ビリーバーズ               |                                                                           |       |
| 2025 | 2月21日 | 死に損なった男             |                                                                           |       |
| 2025 | 3月20日 | 悪い夏                     |                                                                           |       |
| 2025 | 5月1日  | たべっ子どうぶつ THE MOVIE | TBSテレビとの共同配給 アニメーション制作:マーザ・アニメーションプラネット | [ 2 ] |

### 海外作品

#### 90年代
| 年   | 公開日   | 邦題 原題                                                               | 製作国         | 備考 | Ref. |
| ---- | -------- | ----------------------------------------------------------------------- | -------------- | ---- | ---- |
| 1997 | 6月      | クラッシュ・ザ・タンカー/流出危機 Dead Ahead: The Exxon Valdez Disaster | アメリカ合衆国 |      |      |
| 1998 | 2月14日  | ラブetc. Love, etc.                                                     | フランス       |      |      |
| 1998 | 9月12日  | CUBE Cube                                                               | カナダ         |      |      |
| 1998 | 11月2日  | ハミルトン Hamilton                                                     | スウェーデン   |      |      |
| 1998 | 12月19日 | ラストゲーム He Got Game                                                | アメリカ合衆国 |      |      |
| 1999 | 11月6日  | カスケーダー Cascadeur – Die Jagd nach dem Bernsteinzimmer              | ドイツ         |      |      |
| 1999 | 12月23日 | ブレア・ウィッチ・プロジェクト The Blair Witch Project                  | アメリカ合衆国 |      |      |

#### 00年代
| 年   | 公開日   | 邦題 原題                                                               | 製作国                                                              | 備考                                                | Ref. |
| ---- | -------- | ----------------------------------------------------------------------- | ------------------------------------------------------------------- | --------------------------------------------------- | ---- |
| 2000 | 7月15日  | マネー・トレーダー 銀行崩壊 Rogue Trader                                | イギリス                                                            |                                                     |      |
| 2000 | 11月4日  | カル 텔 미 썸딩                                                         | 韓国                                                                |                                                     |      |
| 2001 | 4月14日  | アタック・ナンバーハーフ สตรีเหล็ก                                        | タイ                                                                |                                                     |      |
| 2001 | 12月     | ロビンソン・クルーソー (1997年の映画) Robinson Crusoe                   | アメリカ合衆国                                                      | ビデオ発売                                          |      |
| 2002 | 6月1日   | 少林サッカー 少林足球                                                   | 香港                                                                |                                                     |      |
| 2002 | 9月27日  | ミオとミラミス 勇者の剣 Mio min Mio                                     | スウェーデン · ソビエト連邦 · ノルウェー                            |                                                     |      |
| 2002 | 10月     | アセンション 終焉の黙示録 Ascension                                     | カナダ                                                              |                                                     |      |
| 2002 | 12月21日 | わすれな歌 มนต์รักทรานซิสเตอร์                                              | タイ                                                                |                                                     |      |
| 2003 | 3月29日  | the EYE 【アイ】 見鬼                                                   | 香港 タイ シンガポール                                              |                                                     |      |
| 2003 | 4月25日  | キューブ2 Cube 2: Hypercube                                             | カナダ                                                              |                                                     |      |
| 2003 | 9月20日  | 10億分の1の男 Intacto                                                   | スペイン                                                            |                                                     |      |
| 2004 | 1月24日  | ラブストーリー 클래식                                                   | 韓国                                                                |                                                     |      |
| 2004 | 7月24日  | マッハ!!!!!!!! องค์บาก                                                   | タイ                                                                |                                                     |      |
| 2004 | 7月31日  | 地球で最後のふたり เรื่องรัก น้อยนิด มหาศาล                                  | タイ 日本 フランス オランダ シンガポール                            |                                                     |      |
| 2004 | 12月18日 | ベルヴィル・ランデブー Les Triplettes de Belleville                     | フランス · ベルギー · カナダ · イギリス · ラトビア · アメリカ合衆国 | アニメ映画                                          |      |
| 2004 | 12月25日 | スーパーサイズ・ミー Super Size Me                                      | アメリカ合衆国                                                      |                                                     |      |
| 2005 | 2月11日  | THE JUON/呪怨 The Grudge                                                | アメリカ合衆国 日本                                                 | 2002年のJホラー映画『呪怨』のハリウッドリメイク作品 |      |
| 2005 | 6月4日   | -less ［レス］ Dead End                                                 | フランス                                                            |                                                     |      |
| 2005 | 9月17日  | NOTHING ナッシング Nothing                                              | カナダ                                                              |                                                     |      |
| 2006 | 2月18日  | アメリカ、家族のいる風景 Don't Come Knocking                            | アメリカ合衆国 ドイツ                                               |                                                     |      |
| 2006 | 4月22日  | トム・ヤム・クン! ต้มยำกุ้ง                                                | タイ                                                                |                                                     |      |
| 2006 | 6月29日  | 王と鳥 Le roi et l'oiseau                                               | フランス                                                            | アニメ映画                                          |      |
| 2006 | 7月15日  | ミッドナイトムービー Midnight Movies: From the Margin to the Mainstream | カナダ                                                              |                                                     |      |
| 2006 | 12月16日 | プレスリーVSミイラ男 Bubba Ho-tep                                       | アメリカ合衆国                                                      |                                                     |      |
| 2007 | 1月27日  | グアンタナモ、僕達が見た真実 The Road to Guantanamo                     | イギリス                                                            |                                                     |      |
| 2007 | 10月6日  | リトル・レッド レシピ泥棒は誰だ!? Hoodwinked!                           | アメリカ合衆国                                                      | 3Dアニメ映画                                        |      |
| 2008 | 1月19日  | ヒトラーの贋札 Die Fälscher                                             | ドイツ · オーストリア                                               |                                                     |      |
| 2008 | 4月19日  | プルミエール 私たちの出産 Le Premier Cri                                | フランス                                                            | ドキュメンタリー映画                                |      |
| 2009 | 1月31日  | シャッフル Premonition                                                  | アメリカ合衆国                                                      |                                                     |      |
| 2009 | 3月7日   | インストーラー Chrysalis                                                | フランス                                                            |                                                     |      |
| 2009 | 5月1日   | チェイサー 추격자                                                       | 韓国                                                                |                                                     |      |
| 2009 | 10月3日  | 沈黙の逆襲 The Keeper                                                   | アメリカ合衆国                                                      |                                                     |      |

#### 10年代
| 年   | 公開日   | 邦題 原題                                                                | 製作国                                              | 備考                                                   | Ref. |
| ---- | -------- | ------------------------------------------------------------------------ | --------------------------------------------------- | ------------------------------------------------------ | ---- |
| 2010 | 2月6日   | 新しい人生のはじめかた Last Chance Harvey                                | アメリカ合衆国                                      |                                                        |      |
| 2010 | 3月20日  | ブルーノ Brüno                                                           | アメリカ合衆国 イギリス                             |                                                        |      |
| 2010 | 11月6日  | 100歳の少年と12通の手紙 Oscar et la Dame rose                            | フランス ベルギー カナダ                            |                                                        |      |
| 2011 | 1月8日   | シャッフル2 エクスチェンジ Possession                                    | アメリカ合衆国                                      | 韓国映画『純愛中毒』（2002年）のハリウッドリメイク作品 |      |
| 2011 | 1月8日   | スプライス Splice                                                        | カナダ フランス                                     |                                                        |      |
| 2011 | 3月12日  | ランナウェイズ The Runaways                                              | アメリカ合衆国                                      |                                                        |      |
| 2011 | 3月26日  | イリュージョニスト L'Illusionniste                                       | イギリス フランス                                   | アニメ映画                                             |      |
| 2011 | 4月23日  | ブルーバレンタイン Blue Valentine                                        | アメリカ合衆国                                      |                                                        |      |
| 2011 | 5月21日  | ゲンスブールと女たち Gainsbourg, vie héroïque                            | フランス                                            |                                                        |      |
| 2011 | 7月30日  | おじいさんと草原の小学校 The First Grader                                | イギリス · アメリカ合衆国 · ケニア                  |                                                        |      |
| 2011 | 8月6日   | トライアングル Triangle                                                  | イギリス オーストラリア                             |                                                        |      |
| 2011 | 9月10日  | ミケランジェロの暗号 Mein bester Feind                                   | オーストリア · ルクセンブルク                       |                                                        |      |
| 2011 | 10月29日 | ラルゴ・ウィンチ -裏切りと陰謀- Largo Winch II                           | フランス ベルギー ドイツ                            |                                                        |      |
| 2011 | 11月5日  | スリーピング ビューティー/禁断の悦び Sleeping Beauty                     | オーストラリア                                      |                                                        |      |
| 2012 | 1月7日   | 哀しき獣 황해                                                            | 韓国                                                |                                                        |      |
| 2012 | 2月25日  | 顔のないスパイ The Double                                                | アメリカ合衆国                                      |                                                        |      |
| 2012 | 3月31日  | ドライヴ Drive                                                           | アメリカ合衆国                                      |                                                        |      |
| 2012 | 6月23日  | ブレイクアウト Trespass                                                  | アメリカ合衆国                                      |                                                        |      |
| 2012 | 6月30日  | 少年は残酷な弓を射る We Need to Talk About Kevin                         | イギリス                                            |                                                        |      |
| 2012 | 11月3日  | ウォリスとエドワード 英国王冠をかけた恋 W.E.                             | イギリス                                            |                                                        |      |
| 2012 | 12月5日  | ブロンソン Bronson                                                       | イギリス                                            |                                                        |      |
| 2013 | 1月12日  | ストレージ24 Storage 24                                                  | イギリス                                            |                                                        |      |
| 2013 | 2月9日   | PARKER/パーカー Parker                                                   | アメリカ合衆国                                      |                                                        |      |
| 2013 | 3月9日   | キャビン The Cabin in the Woods                                          | アメリカ合衆国                                      |                                                        |      |
| 2013 | 5月3日   | コードネーム：ジャッカル 자칼이 온다                                     | 韓国                                                |                                                        |      |
| 2013 | 6月1日   | マニアック Maniac                                                        | フランス アメリカ合衆国                             |                                                        |      |
| 2013 | 8月2日   | デッド or キル Would You Rather                                          | アメリカ合衆国                                      |                                                        |      |
| 2013 | 10月5日  | レッド・ドーン Red Dawn                                                  | アメリカ合衆国                                      |                                                        |      |
| 2013 | 11月2日  | セブン・サイコパス Seven Psychopaths                                     | イギリス                                            |                                                        |      |
| 2014 | 1月25日  | オンリー・ゴッド Only God Forgives                                       | フランス · デンマーク                               |                                                        |      |
| 2014 | 7月18日  | 複製された男 Enemy                                                       | カナダ スペイン                                     |                                                        |      |
| 2015 | 5月23日  | リピーテッド Before I Go to Sleep                                        | イギリス · アメリカ合衆国 · フランス · スウェーデン |                                                        |      |
| 2015 | 6月9日   | SEXテープ Sex Tape                                                       | アメリカ合衆国                                      |                                                        |      |
| 2015 | 6月27日  | レフト・ビハインド Left Behind                                           | アメリカ合衆国                                      |                                                        |      |
| 2015 | 9月5日   | クーデター No Escape                                                     | アメリカ合衆国                                      |                                                        |      |
| 2016 | 2月6日   | ザ・ガンマン The Gunman                                                  | アメリカ合衆国 イギリス スペイン フランス           |                                                        |      |
| 2016 | 4月1日   | LOVE 3D Love                                                             | フランス ベルギー                                   |                                                        |      |
| 2016 | 6月11日  | ラザロ・エフェクト The Lazarus Effect                                    | アメリカ合衆国                                      |                                                        |      |
| 2016 | 7月17日  | ボヴァリー夫人 Madame Bovary                                             | アメリカ合衆国 ドイツ ベルギー                      |                                                        |      |
| 2016 | 8月3日   | アルティメット・サイクロン Life on the Line                              | アメリカ合衆国                                      | 劇場未公開                                             |      |
| 2017 | 1月28日  | エンド・オブ・トンネル Al final del túnel                                | アルゼンチン スペイン                               |                                                        |      |
| 2017 | 2月18日  | ナイスガイズ! The Nice Guys                                              | アメリカ合衆国                                      |                                                        |      |
| 2017 | 3月11日  | 哭声/コクソン 곡성                                                       | 韓国 アメリカ合衆国                                 |                                                        |      |
| 2017 | 4月1日   | ハードコア Хардкор                                                       | ロシア アメリカ合衆国                               |                                                        |      |
| 2017 | 5月13日  | 潜入者 The Infiltrator                                                   | アメリカ合衆国                                      |                                                        |      |
| 2017 | 7月1日   | リヴォルト Revolt                                                        | イギリス 南アフリカ共和国                           |                                                        |      |
| 2017 | 7月1日   | ディストピア パンドラの少女 The Girl with All the Gifts                  | イギリス アメリカ合衆国                             |                                                        |      |
| 2017 | 7月5日   | ドッグス! 〜オジーの大冒険〜 Ozzy                                        | スペイン カナダ                                     | 劇場未公開 アニメ映画                                  |      |
| 2017 | 7月28日  | 偽りの忠誠 ナチスが愛した女 The Exception                                | イギリス アメリカ合衆国                             |                                                        |      |
| 2017 | 9月9日   | アメイジング・ジャーニー 神の小屋より The Shack                          | アメリカ合衆国                                      |                                                        |      |
| 2017 | 9月23日  | オペレーション・クロマイト 인천상륙작전                                  | 韓国                                                |                                                        |      |
| 2017 | 10月7日  | バッド・ウェイヴ Once Upon a Time in Venice                              | アメリカ合衆国                                      |                                                        |      |
| 2018 | 2月24日  | ザ・シークレットマン Mark Felt: The Man Who Brought Down the White House | アメリカ合衆国                                      |                                                        |      |
| 2018 | 5月12日  | フロリダ・プロジェクト 真夏の魔法 The Florida Project                    | アメリカ合衆国                                      |                                                        |      |
| 2018 | 6月1日   | ビューティフル・デイ You Were Never Really Here                          | イギリス フランス アメリカ合衆国                    |                                                        |      |
| 2018 | 6月16日  | リミット・オブ・アサシン 24 Hours to Live                                | 南アフリカ共和国 中国 アメリカ合衆国                |                                                        |      |
| 2018 | 6月23日  | マッド・ダディ Mom and Dad                                               | アメリカ合衆国                                      |                                                        |      |
| 2019 | 1月4日   | ワイルド・ストーム The Hurricane Heist                                   | アメリカ合衆国                                      |                                                        |      |
| 2019 | 1月18日  | マイル22 Mile 22                                                         | アメリカ合衆国                                      |                                                        |      |
| 2019 | 3月29日  | 大脱出2 Escape Plan 2: Hades                                             | アメリカ合衆国 中国                                 |                                                        |      |
| 2019 | 5月17日  | ガルヴェストン Galveston                                                 | アメリカ合衆国                                      |                                                        |      |
| 2019 | 6月14日  | ハウス・ジャック・ビルト The House That Jack Built                       | デンマーク · フランス · ドイツ · スウェーデン       |                                                        |      |
| 2019 | 6月22日  | ウルフズ・コール Le Chant du loup                                        | フランス                                            |                                                        |      |
| 2019 | 8月30日  | ブルー・ダイヤモンド Siberia                                             | アメリカ合衆国 カナダ                               |                                                        |      |
| 2019 | 9月6日   | 荒野の誓い Hostiles                                                      | アメリカ合衆国                                      |                                                        |      |
| 2019 | 9月27日  | 大脱出3 Escape Plan: The Extractors                                      | アメリカ合衆国                                      |                                                        |      |
| 2019 | 10月11日 | 15ミニッツ・ウォー L'Intervention                                        | フランス ベルギー                                   |                                                        |      |
| 2019 | 11月15日 | エンド・オブ・ステイツ Angel Has Fallen                                  | アメリカ合衆国                                      |                                                        |      |

#### 20年代
| 年   | 公開日  | 邦題 原題                                              | 製作国                                   | 備考 | Ref. |
| ---- | ------- | ------------------------------------------------------ | ---------------------------------------- | ---- | ---- |
| 2020 | 7月3日  | チア・アップ! Poms                                     | アメリカ合衆国                           |      |      |
| 2020 | 9月11日 | チィファの手紙 你好、之華                              | 中国                                     |      |      |
| 2020 | 10月9日 | 82年生まれ、キム・ジヨン 82년생 김지영                 | 韓国                                     |      |      |
| 2021 | 1月29日 | プラットフォーム El hoyo                               | スペイン                                 |      |      |
| 2021 | 2月26日 | リーサル・ストーム Force of Nature                     | アメリカ合衆国                           |      |      |
| 2021 | 3月12日 | アウトポスト The Outpost                               | アメリカ合衆国                           |      |      |
| 2021 | 4月16日 | AVA/エヴァ Ava                                         | アメリカ合衆国                           |      |      |
| 2021 | 5月7日  | ローグ Rogue                                           | アメリカ合衆国 南アフリカ共和国 イギリス |      |      |
| 2021 | 7月16日 | 少年の君 少年的你                                      | 中国 香港                                |      |      |
| 2021 | 10月8日 | キャッシュトラック Wrath of Man                        | アメリカ合衆国 イギリス                  |      |      |
| 2022 | 1月21日 | ライダーズ・オブ・ジャスティス Retfærdighedens ryttere | デンマーク                               |      |      |
| 2022 | 2月11日 | ティル・デス Till Death                                | アメリカ合衆国                           |      |      |
| 2022 | 6月10日 | ウェイ・ダウン The Vault                               | スペイン                                 |      |      |
| 2022 | 7月1日  | 哭悲/THE SADNESS 哭悲                                  | 台湾                                     |      |      |
| 2022 | 9月23日 | LAMB/ラム Dýrið                                        | アイスランド · スウェーデン · ポーランド |      |      |
| 2022 | 10月7日 | ザ・コントラクター The Contractor                      | アメリカ合衆国                           |      |      |

## 製作に関わったアニメ作品
現在、KADOKAWAやワーナー ブラザース ジャパン、キングレコード、ポニーキャニオン、博報堂DYミュージック&ピクチャーズが製作に関与する作品が多くを占める。

### 2000年代

#### 2002年
- こすぷれCOMPLEX
- フルメタル・パニック!
- 円盤皇女ワるきゅーレ
- キディ・グレイド

#### 2003年
- 妄想科学シリーズ ワンダバスタイル
- 住めば都のコスモス荘 すっとこ大戦ドッコイダー
- ダイバージェンス・イヴ
- フルメタル・パニック? ふもっふ
- まぶらほ
- 神魂合体ゴーダンナー!!
- 円盤皇女ワるきゅーレ 十二月の夜想曲
- クロノクルセイド

#### 2004年
- みさきクロニクル〜ダイバージェンス・イヴ〜
- 神魂合体ゴーダンナー!! SECOND SEASON
- 月は東に日は西に 〜Operation Sanctuary〜
- Wind -a breath of heart-
- 蒼い海のトリスティア
- To Heart 〜Remember my Memories〜

#### 2005年
- トリニティ・ブラッド
- フルメタル・パニック! The Second Raid
- SHUFFLE!

#### 2006年
- 涼宮ハルヒの憂鬱
- ザ・サード 〜蒼い瞳の少女〜
- コヨーテ ラグタイムショー
- 護くんに女神の祝福を!

#### 2007年
- 京四郎と永遠の空
- がくえんゆーとぴあ まなびストレート!
- MOONLIGHT MILE
- らき☆すた
- 風のスティグマ
- ご愁傷さま二ノ宮くん
- バンブーブレード
- レンタルマギカ

#### 2008年
- H2O -FOOTPRINTS IN THE SAND-
- 我が家のお稲荷さま。
- 純情ロマンチカ
- ストライクウィッチーズ
- 純情ロマンチカ2
- 乃木坂春香の秘密
- ケメコデラックス!
- 喰霊-零-

#### 2009年
- 鋼殻のレギオス
- 初恋限定。
- シャングリ・ラ
- よくわかる現代魔法
- 涼宮ハルヒの憂鬱（2009年版）
- 乃木坂春香の秘密 ぴゅあれっつぁ♪
- 生徒会の一存
- そらのおとしもの
- こばと。
- キディ・ガーランド

### 2010年代

#### 2010年
- おまもりひまり
- れでぃ×ばと!
- ムダヅモ無き改革 -The Legend of KOIZUMI-
- 迷い猫オーバーラン!
- 裏切りは僕の名前を知っている
- ストライクウィッチーズ2
- あそびにいくヨ!
- そらのおとしものf

#### 2011年
- これはゾンビですか?
- お兄ちゃんのことなんかぜんぜん好きじゃないんだからねっ!!
- GOSICK -ゴシック-
- 日常
- Dororonえん魔くん メ～ラめら
- そふてにっ
- よんでますよ、アザゼルさん。
- 世界一初恋
- 変ゼミ
- アスタロッテのおもちゃ!
- デッドマン・ワンダーランド
- ロウきゅーぶ!
- 神様のメモ帳
- 輪るピングドラム
- いつか天魔の黒ウサギ
- R-15
- ダンタリアンの書架
- 侵略!?イカ娘
- 真剣で私に恋しなさい!!
- C3 -シーキューブ-
- マケン姫っ!
- 世界一初恋2
- 未来日記

#### 2012年
- Another
- パパのいうことを聞きなさい!
- これはゾンビですか?オブ・ザ・デッド
- 謎の彼女X
- 咲-Saki- 阿知賀編 episode of side-A
- 氷菓
- うぽって!!
- じょしらく
- だから僕は、Hができない。
- カンピオーネ! 〜まつろわぬ神々と神殺しの魔王〜
- ココロコネクト
- 織田信奈の野望
- 乃木坂春香の秘密 ふぃな～れ♪
- えびてん 公立海老栖川高校天悶部
- BTOOOM!
- K
- ジョジョの奇妙な冒険（2012年、2014年、2016年、2018年、2022年）
- 華ヤカ哉、我ガ一族 キネトグラフ
- 百合星人ナオコサン

#### 2013年
- まおゆう魔王勇者
- みなみけ ただいま
- 生徒会の一存 Lv.2
- 琴浦さん
- 問題児たちが異世界から来るそうですよ?
- 断裁分離のクライムエッジ
- RDG レッドデータガール
- DEVIL SURVIVOR 2 the ANIMATION
- はたらく魔王さま！
- デート・ア・ライブ
- よんでますよ、アザゼルさん。Z
- 波打際のむろみさん
- 惡の華
- ロウきゅーぶ!SS
- げんしけん 二代目
- Fate/kaleid liner プリズマ☆イリヤ
- 神さまのいない日曜日
- ブラッドラッド
- 殺し屋さん
- ストライク・ザ・ブラッド
- ゴールデンタイム
- COPPELION
- 勇者になれなかった俺はしぶしぶ就職を決意しました。
- 蒼き鋼のアルペジオ
- ぎんぎつね
- ワルキューレロマンツェ

#### 2014年
- 鬼灯の冷徹
- そにアニ -SUPER SONICO THE ANIMATION-
- いなり、こんこん、恋いろは。
- デート・ア・ライブII
- シドニアの騎士
- 咲-Saki- 全国編
- 悪魔のリドル
- マンガ家さんとアシスタントさんと
- 棺姫のチャイカ
- WIXOSSシリーズ
- LOVE STAGE!!
- 東京ESP
- 彼女がフラグをおられたら
- RAIL WARS!
- 少年ハリウッド
- 白銀の意思 アルジェヴォルン
- SHIROBAKO
- 失われた未来を求めて
- 結城友奈は勇者である

#### 2015年
- 艦隊これくしょん -艦これ-
- ISUCA
- 新妹魔王の契約者
- 長門有希ちゃんの消失
- ダンジョンに出会いを求めるのは間違っているだろうか（2015年、2019年、2020年）
- ニンジャスレイヤー フロムアニメイシヨン
- トリアージX
- 食戟のソーマ
- 放課後のプレアデス
- GATE 自衛隊 彼の地にて、斯く戦えり
- 監獄学園
- 下ネタという概念が存在しない退屈な世界
- ハッカドール THE あにめ～しょん
- 対魔導学園35試験小隊
- 温泉幼精ハコネちゃん
- ヘヴィーオブジェクト
- Dance with Devils
- ミス・モノクローム -The Animation-
- 櫻子さんの足下には死体が埋まっている
- うたわれるもの 偽りの仮面

#### 2016年
- ハルチカ 〜ハルタとチカは青春する〜
- この素晴らしい世界に祝福を!
- 昭和元禄落語心中
- SUPER LOVERS
- ハンドレッド
- 文豪ストレイドッグス（2016年、2019年）
- クロムクロ
- あんハピ♪
- 迷家-マヨイガ-
- 初恋モンスター
- タブー・タトゥー
- アンジュ・ヴィエルジュ
- モブサイコ100（2016年、2019年）
- ねじまき精霊戦記 天鏡のアルデラミン
- 魔装学園H×H
- 競女!!!!!!!!
- 斉木楠雄のΨ難（2016年、2018年）
- 灼熱の卓球娘
- ブレイブウィッチーズ

#### 2017年
- 政宗くんのリベンジ
- けものフレンズ
- 武装少女マキャヴェリズム
- 恋愛暴君
- 覆面系ノイズ
- 終末なにしてますか? 忙しいですか? 救ってもらっていいですか?
- 潔癖男子!青山くん
- 天使の3P!
- はじめてのギャル
- 僕の彼女がマジメ過ぎるしょびっちな件

#### 2018年
- ラーメン大好き小泉さん
- ゆるキャン△（2018年、2021年）
- サンリオ男子
- りゅうおうのおしごと!
- 博多豚骨ラーメンズ
- 魔法少女 俺
- Caligula -カリギュラ-
- デビルズライン
- ひそねとまそたん
- 異世界魔王と召喚少女の奴隷魔術（2018年、2021年）
- 夢王国と眠れる100人の王子様
- 音楽少女
- ロード オブ ヴァーミリオン 紅蓮の王
- ハイスコアガール
- SSSS.GRIDMAN
- RELEASE THE SPYCE

#### 2019年
- ぱすてるメモリーズ
- ガーリー・エアフォース
- えんどろ〜!
- LAIDBACKERS-レイドバッカーズ-
- この音とまれ!
- 消滅都市
- なんでここに先生が!?
- キャロル&チューズデイ
- BEM
- 超人高校生たちは異世界でも余裕で生き抜くようです!
- 本好きの下剋上 司書になるためには手段を選んでいられません（2019年、2020年、2022年）
- アサシンズプライド

### 2020年代

#### 2020年
- 巨蟲列島
- SHOW BY ROCK!! ましゅまいれっしゅ!!
- インフィニット・デンドログラム
- 虚構推理
- 岸辺露伴は動かない
- アルテ
- 乙女ゲームの破滅フラグしかない悪役令嬢に転生してしまった…（2020年、2021年）
- トニカクカワイイ
- 神達に拾われた男
- 魔王城でおやすみ
- いわかける! - Sport Climbing Girls -
- まえせつ!

#### 2021年
- 弱キャラ友崎くん
- 怪病医ラムネ
- ひげを剃る。そして女子高生を拾う。
- スーパーカブ
- すばらしきこのせかい The Animation
- スライム倒して300年、知らないうちにレベルMAXになってました
- バトルアスリーテス大運動会 ReSTART!
- 終末のワルキューレ
- ピーチボーイリバーサイド
- かげきしょうじょ!!
- 現実主義勇者の王国再建記
- うらみちお兄さん
- 精霊幻想記
- 異世界食堂2
- 先輩がうざい後輩の話

#### 2022年
- 錆喰いビスコ
- リーマンズクラブ
- であいもん
- 社畜さんは幼女幽霊に癒されたい。
- 恋は世界征服のあとで
- BASTARD!! -暗黒の破壊神-
- うたわれるもの 二人の白皇
- 継母の連れ子が元カノだった
- はたらく魔王さま!!
- 永久少年 Eternal Boys
- 農民関連のスキルばっか上げてたら何故か強くなった。
- 夫婦以上、恋人未満。

#### 2023年
- 最強陰陽師の異世界転生記
- ノケモノたちの夜
- 英雄王、武を極めるため転生す 〜そして、世界最強の見習い騎士♀〜
- マイホームヒーロー
- 私の百合はお仕事です!
- 異世界ワンターンキル姉さん 〜姉同伴の異世界生活はじめました〜
- おとなりに銀河
- おかしな転生
- アンデッドガール・マーダーファルス
- カミエラビ
- 僕らの雨いろプロトコル

## テレビ番組
- 日経スペシャル ガイアの夜明け 大ヒット映画を輸入せよ!（2002年12月22日、テレビ東京）[3]。